# 김기홍 (1883년)
김기홍(金基鴻, 일본식 이름: 金川基鴻가네가와 기코, 1883년 8월 9일 ~ ?)은 일제강점기의 관료로, 본적은 평안북도 용천군 양서면이다.

## 생애
1916년 3월 평안북도 의주군 광성면장으로 임명되었으며, 1918년 12월 평안북도 신의주부 관선 부협의회원, 1920년 11월 신의주부 부회의원으로 각각 임명되었다. 조선노동대회 신의주지부장(1920년 11월)과 서선통산주식회사 이사(1921년 ~ 1931년), 신의주 공립보통학교보호자회 의원(1924년 5월), 조선불교 신의주지부 고문(1925년 11월 ~ 1926년 1월), 신의주금융조합 평의원(1926년 4월), 신의주 시장건설사업 발기인(1927년 6월), 신의주 원대조합장(1929년 10월 ~ 1937년 1월), 압록강토지개량주식회사 사장(1933년 4월 ~ 1943년 11월) 등을 역임하는 동안 평안북도 신의주 지역 유력자로 성장했고 1930년 2월과 1939년 2월 동아일보 신의주지국 고문을 역임했다.
1937년 7월 26일 평안북도에 국방헌금으로 2,000원을 기부했으며, 같은 해 7월 29일 재단법인 조선나(癩)예방협회기금으로 1,000원을 기부하여 일본 정부로부터 포장을 받았다. 1938년 4월 주식회사 매일신보사 설립 발기인으로 참여했고, 1938년 4월 20일부터 1941년 4월 19일까지 조선총독부 중추원 참의를 역임했다.
1938년 5월 평안북도 육군특별지원자채용시험 진행금으로 1,000원을 기부했으며, 1938년 1월 19일과 1940년 1월 9일 조선총독부 기관지 《매일신보》에 지원병 제도 실시 강화를 주장하는 기사를 게재했다. 1941년 10월 조선임전보국단 발기인으로 참여했고, 같은 해 12월 15일 해군국방기재비로 10,000원을 기부했다.
1942년 5월 평안북도 신의주남공립고등여학교 증축비로 10,000원을 기부하여 일본 정부로부터 감수포장을 받았으며, 1944년 5월 19일에도 제국재향군인회 신의주지부 교육자금으로 10,000원을 기부하여 일본 정부로부터 감수포장을 받았다.
광복 이후인 1950년 4월 25일 반민족행위특별조사위원회 재판에 회부되기도 했다. 친일파 708인 명단의 중추원 부문, 민족문제연구소의 친일인명사전 수록자 명단의 중추원 부문과 지역유력자 부문, 친일반민족행위진상규명위원회가 발표한 친일반민족행위 705인 명단에 포함되었다.

## 참고 자료
- 친일반민족행위진상규명위원회 (2009). 〈김기홍〉. 《친일반민족행위진상규명 보고서 Ⅳ-2》. 서울. 40~50쪽.